# Andinentulus ebbei
Andinentulus ebbei är en urinsektsart som beskrevs av Sören Ludvig Paul Tuxen 1984. Andinentulus ebbei ingår i släktet Andinentulus och familjen lönntrevfotingar. Inga underarter finns listade i Catalogue of Life.